# غالسي

غالسي

غالسي(بالايطالية: Gasdotto Algeria Sardegna Italia)، هو مشروع إنشاء خط أنابيب نقل غاز طبيعي بين الجزائر وسردينيا إلى شمال ايطاليا.

## التاريخ
تم الانتهاء من دراسة الجدوى الخاصة بالمشروع عام 2005. تم توقيع الاتفاق الحكومي الدولي بين الجزائر وإيطاليا بشأن خط أنابيب غالسي في 14 نوفمبر 2007. وقامت إحدى الشركات المؤسسة المشروع، ونترشال في بيع حصتها إلى باقي الشركاء وتركت المشروع في بدايات 2008.
في عام 2007، أثناء تفقد مسار خط الأنابيب بين سردينيا والجزائر، كشفت بيانات ملتقطة بالسونار عن طريق مركبات ذاتية التحكم، عن وجود كميات كبيرة من الحطام تحت الماء، وتبين فيما بعد أنها حطام السفينة الحربية الفرنسية دانتون، والتي كانت قد غرقت عام 1917.

## المسار
سوف يبدأ خط الأنابيب من حقل حاسي الرمل في الجزائر وسوف يمتد هذا الجزء لمسافة 640 كم إلى كوديت دراوشه على ساحل البحر الأبيض المتوسط. ويمتد القسم البحري لمسافة 285 كم بأنبوبين جرى مدهم بين كودية الدراويش وپورتو بوته (مقاطعة كربونيا-إكلسياس)، سردينيا. وسوف يصل طول القسم الممتد على أراضي سردينيا إلى حوالي 300 كم من جنوب اولبيا. ويبلغ طول القسم البحري من سردينيا إلى الأراضي الإيطالية 280 كم وسوف تكون نقطة الإنزال الأرضية في پيومبينو (مقاطعة ليڤورنو). وسيتم توصيل خط الأنابيب إلى شبكة الغاز الايطالية عند نقطة في توسكانا.
وقد تم اختيار النقاط المحددة لمسار خط أنابيب غاز گالسي عن طريق شركة المقاولات الهندسية الهولندية فوغرو في يوليو 2008.

## المميزات التقنية
يتراوح قطر خط الأنابيب بين (560 مم) و (1,220 مم).وتبلغ القدرة الأولية 8 مليارات متر مكعب (bcm) من الغاز الطبيعي سنويا. وقدرت التكاليف الإجمالية للمشروع بحوالي ملياري يورو. ومن المتوقع أن يبدأ العمل في عام 2014. وسيتم بناء القسم الإيطالي من قبل سنام ريتي غاز .

## الشركات المشغلة
تأسست شركة المشروع غالسي S.p.A. في 29 يناير 2003 في ميلانو. المساهمين الحاليين من غالسي هم:
- سوناطراك (الجزائر) - 41.6٪
- اديسون S.p.A. (إيطاليا) - 20.8٪
- اينيل (إيطاليا) - 15.6٪
- Sfirs (منطقة سردينيا ذاتية الحكم) - 11.6٪
- هيرا التجارية (إيطاليا) - 10.4٪

وفقا للاتفاق بين سوناطراك والروسية غازبروم، أصبح من الممكن لشركة غازبروم أن يكون لها حصة في خط أنابيب غالسي.